# Arcybiskupi Bremy i Hamburga
Biskupi Bremy:
- 787–789 Willehad
- 805–838 Willerich
- 838–845 Leuderich

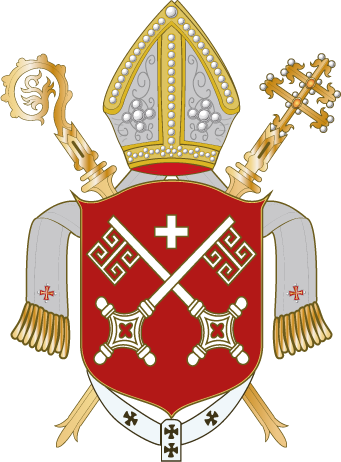
Herb arcybiskupstwa Bremy

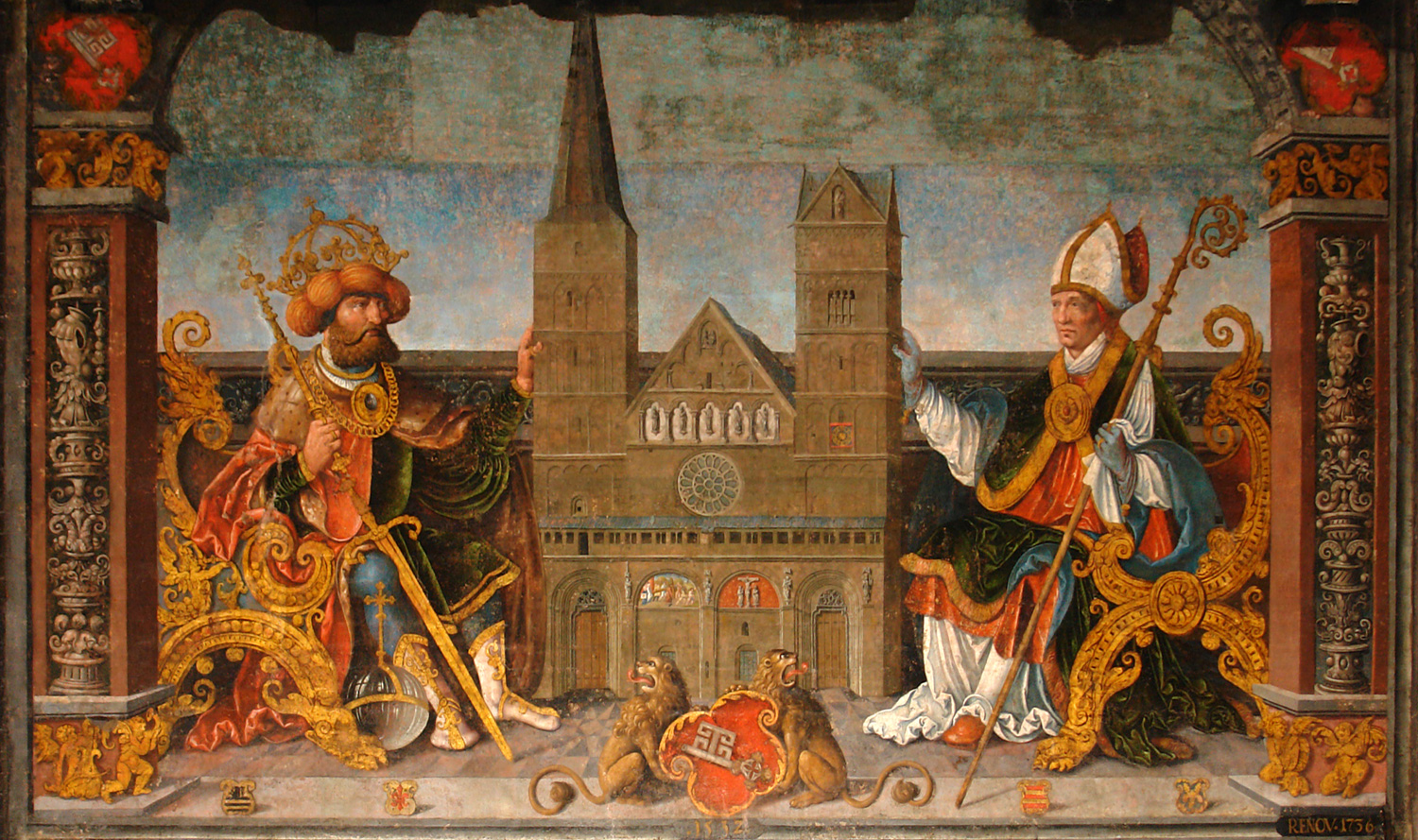
Karol Wielki i biskup Willehad jako założyciele biskupstwa w Bremie (z modelem katedry; fresk z XVI w. w ratuszu w Bremie)

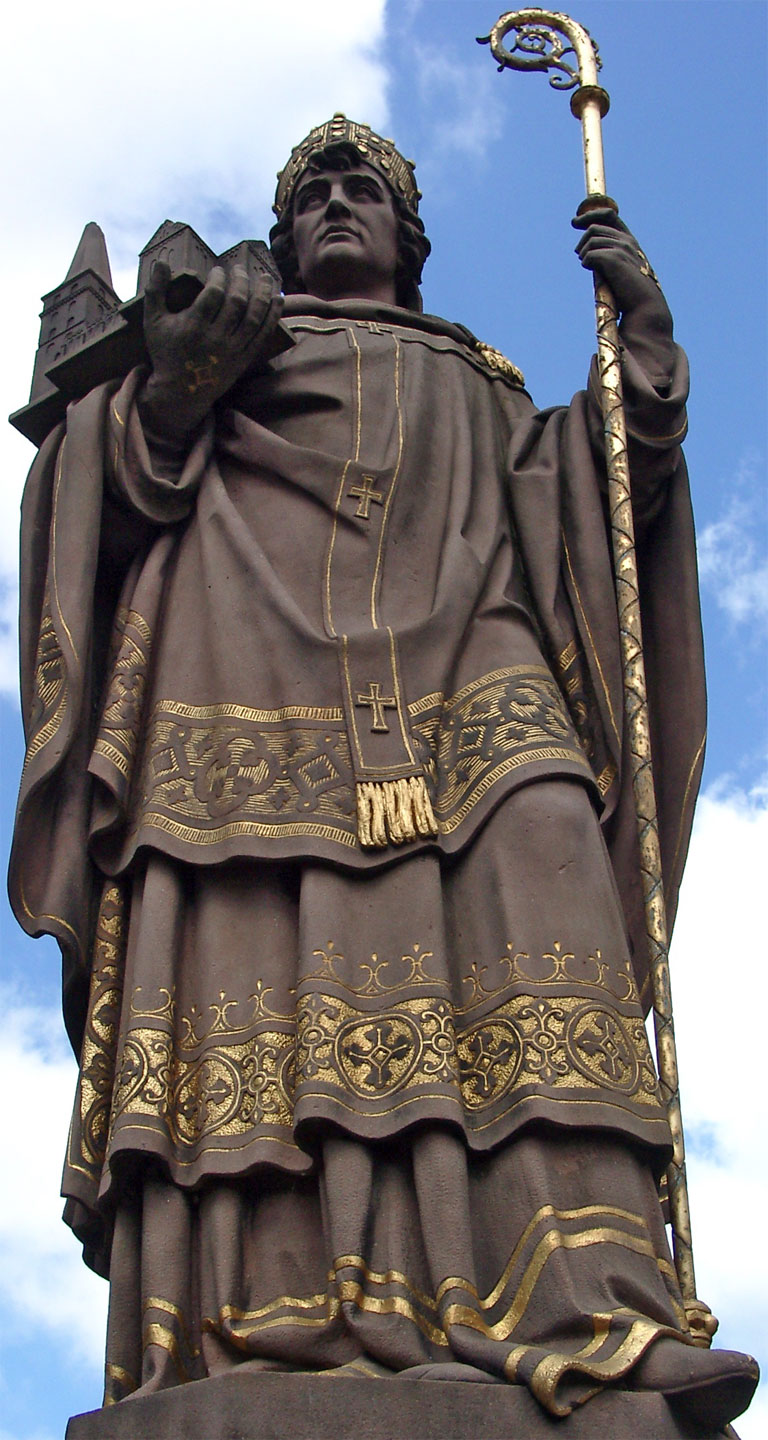
Pierwszy arcybiskup Hamburga Ansgar

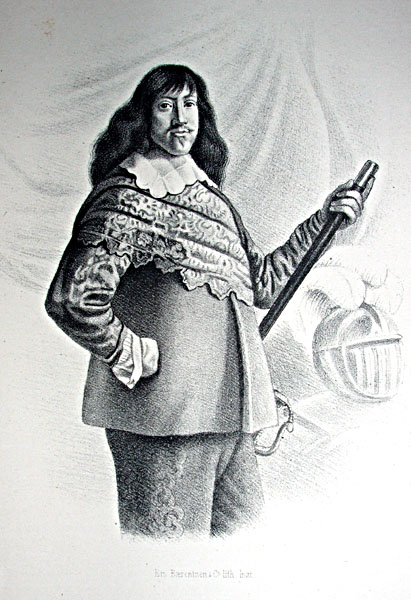
Ostatni administrator arcybiskupstwa, przyszły król duński Fryderyk III

Biskupi Bremy i arcybiskupi Hamburga:
- 834 (Hamburg)/848 (Brema)–865 Ansgar (pierwszy arcybiskup Hamburga; od 848 unia personalna obu biskupstw)
- 865–888 Rembert
- 888–909 Adalgar
- 909–915 Hoger
- 916 Reginward
- 916–936 Unni
- 937–988 Adaldag
- 988–1013 Libentius I
- 1013–1029 Unwan
- 1029–1032 Libentius II
- 1032–1035 Herman
- 1035–1043 Bezelin Alebrand
- 1043–1072 Adalbert I
- 1072–1101 Liemar
- 1101–1104 Humbert
- 1104–1123 Fryderyk I
- 1123–1148 Adalbert
- 1148–1168 Hartwig ze Stade
- 1168–1178 Baldwin I z Holandii
- 1178–1179 Bertold (nie zatwierdzony przez papieża)
- 1179–1184 Zygfryd z Anhaltu (wybrany już w podwójnym wyborze w 1168)
- 1184–1207 Hartwig II z Uthlede (w 1190 faktycznie odsunięty, formalnie nadal nosił tytuł)
- 1208–1210 Burhard ze Stumpenhusen (uznawany tylko w Hamburgu)
- 1208–1212 Waldemar z Danii (faktycznie, bez papieskiego zatwierdzenia już od 1192)
- 1210–1219 Gerard I z Oldenburga

Arcybiskupi Bremy:
- 1219–1258 Gerard II z Lippe
- 1258–1273 Hildebold z Bruchhausen
- 1273–1306 Gizelbert z Bronkhorst
- 1306–1307 Henryk I z Goltern
- 1307–1308 Florenz z Bronkhorst
- 1307–1308 Bernard z Wölpe (nie zatwierdzony)
- 1310–1327 Jonas (Jan I) Grant
- 1327–1344 Burchard Grelle
- 1344–1348 Otto I z Oldenburga
- 1348–1359 Gotfryd z Arnsbergu
- 1348–1359 Maurycy z Oldenburga (administrator)
- 1359–1395 Albrecht II z Brunszwiku-Lüneburga
- 1395–1406 Otto II z Brunszwiku-Lüneburga
- 1406–1421 Jan II Slamstorf
- 1422–1435 Mikołaj z Delmenhorst
- 1435–1441 Baldwin II z Wenden
- 1442–1463 Gerard III von Hoya
- 1463–1496 Henryk II z Schwarzburga
- 1497–1511 Jan III Rode
- 1511–1558 Krzysztof z Brunszwiku-Lüneburga
- 1558–1566 Jerzy z Brunszwiku-Lüneburga

Protestanccy administratorzy arcybiskupstwa Bremy:
- 1567–1585 Henryk III, książę Saksonii-Lauenburga
- 1585–1596 Jan Adolf, książę Holsztynu-Gottorp
- 1596–1634 Jan Fryderyk, książę Holsztynu-Gottorp
- 1634–1648 Fryderyk, książę duński